# آنتونیو نونز تنا
آنتونیو نونز تنا (انگلیسی: Antonio Núñez Tena؛ زادهٔ ۱۵ ژانویهٔ ۱۹۷۹) بازیکن فوتبال اهل اسپانیا است.
از باشگاه‌هایی که در آن بازی کرده‌است می‌توان به باشگاه فوتبال رئال مادرید، باشگاه فوتبال آپولون لیماسول، باشگاه فوتبال لیورپول، باشگاه فوتبال رئال مورسیا، باشگاه فوتبال سلتاویگو، باشگاه فوتبال رئال مادرید کاستیا، باشگاه فوتبال اوئسکا، باشگاه فوتبال دپورتیوو لاکرونیا، و باشگاه فوتبال رکریتیوو اوئلوا اشاره کرد.